# Fridolin Ambongo Besungu
Fridolin Ambongo Besungu, född 24 januari 1960 i Boto i dåvarande Belgiska Kongo, är en kongolesisk kardinal i Romersk-katolska kyrkan.
Besungu utsågs till ärkebiskop av Kinshasa 2018. Den 5 oktober 2019 utsåg påve Franciskus honom till kardinalpräst.
Inför konklaven 2025 nämndes han av flera som en möjlig efterträdare till påve Franciskus.